# Megatropolis
Megatropolis è il sesto album della heavy metal band tedesca Iron Savior, pubblicato nel 2007.

## Tracce
1. Running Riot – 4:57
2. The Omega Men – 4:52
3. Flesh – 5:01
4. Megatropolis – 5:03
5. Cybernatic Queen – 4:52
6. Cyber Hero – 4:58
7. A Tale From Down Below – 5:18
8. Still Believe – 4:35
9. Farewell And Good Bye – 5:53

## Formazione
- Yenz Leonhardt - basso, cori
- Thomas Nack - batteria, percussioni
- Piet Sielck - ingegneria del suono, chitarra, missaggio, produzione, voce